# リカルド・ランゲル
リカルド・ランゲル（Ricardo Rangel、1924年2月15日 – 2009年6月11日）は、モザンビークのフォトジャーナリスト、カメラマン。
彼が生まれたのはポルトガル領東アフリカのロレンソ・マルケス（現在のモザンビークのマプト）であった。彼の父はギリシャ人の商人であり、彼自身はヨーロッパ系と中国系の混ざったアフリカ人であった。幼少時はロレンソ・マルケスの郊外に広がる貧困地域にて、両親とは離れて祖父と共に暮らしていた。
2009年6月11日、モザンビークのマプトにて睡眠中に亡くなった。85歳だった。